# Aeroporto di Venezia Marco Polo
De Luchthaven Venetië Marco Polo (Italiaans: Aeroporto di Venezia Marco Polo; IATA: VCE, ICAO: LIPZ) is een vliegveld circa 12 kilometer van Venetië in Italië. De luchthaven dankt zijn naam aan de Venetiaanse ontdekkingsreiziger, Marco Polo. De luchthaven is de grootste van de twee Venetiaanse luchthavens, voor Treviso.
Het vliegveld heeft twee start- en landingsbanen: 04R/22L, 3300 meter lang en van beton, en 04L/22R, 2780 meter lang en van bitumen.
Vanaf de luchthaven gaat naar het centrum een bus tot Piazzale di Roma (circa 25 minuten). Er zijn ook lijnboten (gele met het opschrift Alilaguna) met een vaartijd van 1 uur 30 min tot aan het San Marcoplein.
Tevens varen er  watertaxi's naar het centrum van Venetië met een vaartijd van 25 minuten.
Naast ITA Airways en KLM vliegen ook vele andere internationale luchtvaartmaatschappijen aan op de luchthaven. De luchthaven ontvangt ook veel prijsvechters, zoals easyJet en Transavia.